# The Letter (film, 2012)
Pour les articles homonymes, voir The Letter.
Pour plus de détails, voir Fiche technique et Distribution.
The Letter est un film américain réalisé par Jay Anania, sorti en 2012.

## Synopsis
Martine, une dramaturge, souffre de paranoïa et d'hallucinations alors qu'elle essaie de mettre en scène sa nouvelle pièce de théâtre. Elle ne sait pas si elle perd prise sur la réalité ou si elle est victime d'un complot.

## Fiche technique
- Réalisation : Jay Anania
- Scénario : Jay Anania
- Photographie : Jay Anania
- Musique : Ty Anania
- Pays d'origine :  États-Unis
- Langue originale : anglais
- Genre : thriller psychologique
- Durée : 92 minutes
- Dates de sortie : 
  -  États-Unis : 9 septembre 2012

## Distribution
- Winona Ryder : Martine
- James Franco : Tyrone
- Josh Hamilton : Raymond
- Marin Ireland : Anita
- Katherine Waterston : Julie
- Dagmara Domińczyk : Elizabeth McIntyre
- Laila Robins : Dr Tynan
- Julie Ann Emery : Dr Lewis

## Accueil
Le film a été projeté en festival avant de sortir directement en vidéo.
Il a reçu des critiques négatives,,.